# Fuorigrotta
Fuorigrotta ist der 19. von den 30 Stadtteilen (Quartieri) der süditalienischen Hafenstadt Neapel. Er liegt in der westlichen Peripherie von Neapel.

## Geographie und Demographie
Fuorigrotta ist 6,20 Quadratkilometer groß und hatte im Jahr 2009 71.910 Einwohner.

## Bauwerke
- Übersee-Ausstellung (Mostra d’Oltremare)
- Stadio Diego Armando Maradona